# (568) Cheruskia
(568) Cheruskia ist ein Asteroid des Hauptgürtels, der am 26. Juli 1905 vom deutschen Astronomen Paul Götz in Heidelberg entdeckt wurde. 
Benannt wurde der Asteroid nach der Burschenschaft Cheruskia an der Universität Heidelberg.